# Riptide (álbum)
Riptide es el octavo álbum de estudio del cantante británico de rock Robert Palmer, publicado en 1985 por Island Records. Para este disco el cantante agrega elementos del dance-rock y el pop rock, subgéneros musicales que ya había incursionado en el supergrupo The Power Station. Dos de sus excompañeros en la mencionada banda, Andy Taylor y Tony Thompson, participaron como artistas invitados en algunas canciones. Asimismo, Bernard Edwards, quien produjo el álbum The Power Station, fungió como productor y bajista.
La producción incluye dos versiones de otros artistas: «Trick Bag» escrita por el músico de blues Earl King, una de las influencias de Palmer, y «I Didn't Mean to Turn You On» grabada originalmente por Cherelle en su álbum Fragile de 1984. Por su parte, «Riptide», tema que abre y cierra el disco, fue la canción principal de la película del mismo nombre de 1934.

## Recepción comercial y promoción
Riptide es el disco más exitoso de Palmer, ya que llegó hasta la octava casilla de la estadounidense Billboard 200, en donde pasó noventa semanas en total. En 1996 la Recording Industry Association of America (RIAA) lo certificó de doble disco de platino, luego de vender más de dos millones de copias en los Estados Unidos. Por su parte, en el Reino Unido logró el puesto 5 en el UK Albums Chart y en 1986 la BPI le otorgó un disco de oro por vender más de cien mil ejemplares en ese país. Para promocionarlo se publicaron cinco sencillos: «Discipline of Love», «Riptide», «Hyperactive», «I Didn't Mean to Turn You On» y «Addicted to Love». Este último logró un considerable éxito en algunas listas musicales, por ejemplo llegó hasta el número uno de los conteos estadounidenses Billboard Hot 100 y Mainstream Rock Tracks. En el Reino Unido llegó hasta el quinto lugar del UK Singles Chart, siendo su sencillo mejor ubicado en la mencionada lista. Hasta octubre de 1988, Riptide había vendido más de tres millones de copias alrededor del mundo.

## Lista de canciones
| N.º | Título                                                | Escritor(es)                              | Duración |  |
| 1.  | «Riptide»                                             | Walter Donaldson, Gus Kahn                | 2:24     |  |
| 2.  | «Hyperactive»                                         | Robert Palmer, Tony Haynes, Dennis Nelson | 5:08     |  |
| 3.  | «Addicted to Love»                                    | Palmer                                    | 6:01     |  |
| 4.  | «Trick Bag» (versión de Earl King)                    | Earl King                                 | 3:01     |  |
| 5.  | «Get It Through Your Heart»                           | Palmer                                    | 2:49     |  |
| 6.  | «I Didn't Mean to Turn You On» (versión de Cherrelle) | James Harris III, Terry Lewis             | 3:43     |  |
| 7.  | «Flesh Wound»                                         | Palmer, Frank Blair                       | 3:43     |  |
| 8.  | «Discipline of Love»                                  | David Batteau, Don Freeman                | 6:06     |  |
| 9.  | «Riptide» (Reprise)                                   | Donaldson, Kahn                           | 2:00     |  |

## Músicos
- Robert Palmer: voz y coros
- Eddie Martinez: guitarra
- Andy Taylor: guitarra (pista tres)
- Bernard Edwards: bajo
- Guy Pratt: bajo (pista ocho)
- Tony Thompson: batería
- Dony Wynn: batería (pistas cinco y ocho)
- Wally Badarou, Jeff Bova y Jack Waldman: teclados
- Benny Diggs y Fonzi Thornton: coros (pistas tres y ocho)
- Chaka Khan: arreglos corales (pista tres)